# Rio da Conceição
Rio da Conceição là một đô thị thuộc bang Tocantins, Brasil. Đô thị này có diện tích 771,112 km², dân số năm 2007 là 1454 người, mật độ 1,89 người/km².